# هاري غاسبار
هاري غاسبار (بالإنجليزية: Harry Gaspar)‏ هو لاعب كرة قاعدة أمريكي، ولد في 28 أبريل 1883 في كينغسلي في الولايات المتحدة، وتوفي في 14 مايو 1940 في أورانج في الولايات المتحدة.

## وصلات خارجية
- هاري غاسبار على موقعبيزبول رفرنس.كوم (الدوري الرئيسي) (الإنجليزية)
- هاري غاسبار على موقعبيزبول رفرنس.كوم (الدوري الثانوي) (الإنجليزية)
- هاري غاسبار على موقع جمعية أبحاث البيسبول الأمريكية (الإنجليزية)